# بوگاچ
بوگاچ (به مجاری:  Bogács) یک شهرداری در مجارستان است که در ناحیه مزوکووشد واقع شده‌است. بوگاچ ۲۴٫۶۹ کیلومتر مربع مساحت و ۲٬۰۷۶ نفر جمعیت دارد.